# Exposición Internacional de Lieja (1939)
La Exposición Especializada de Lieja de 1939 fue regulada por la Oficina Internacional de Exposiciones y tuvo lugar de mayo a noviembre de dicho año en la ciudad belga de Lieja. Esta exposición especializada tuvo como tema el agua y una superficie de 50 hectáreas. La candidatura de la muestra se presentó el 28 de octubre de 1937.